# República Autônoma Socialista Soviética da Crimeia
```
   |-
       |
Erro:
:  
valor não especificado para "
nome_comum
"
```

República Autônoma Socialista Soviética da Crimeia (em tártaro da Crimeia:  Qırım Muhtar Sotsialist Sovet Cumhuriyeti, em russo:  Крымская Автономная Социалистическая Советская Республика Transliterado: Krymskaya Avtonomnaya Socialisticheskaya Sovetskaya Respublika) era uma república socialista soviética autônoma da República Socialista Federativa Soviética da Rússia situada na península da Crimeia.

## História
Foi criada em 18 de outubro de 1921 como República Socialista Soviética da Crimeia na República Socialista Federativa Soviética da Rússia. Foi rebatizada para República Socialista Soviética Autônoma da Crimeia em 5 de dezembro de 1936 pelo VIII Congresso Extraordinário de Sovietes da URSS.
A Crimeia estava sob o controle de facto da Alemanha nazista de setembro de 1942 a outubro de 1943, incorporado administrativamente no Reichskommissariat Ukraine como Teilbezirk Taurien. Alfred Frauenfeld foi nomeado Comissário Geral (embora pareça que Frauenfeld passou a maior parte do seu tempo na Crimeia pesquisando a herança gótica da península e o governo real estava nas mãos de Erich von Manstein). Em 1944, sob o pretexto da alegada colaboração dos tártaros da Crimeia com o regime de ocupação nazista, o governo soviético, por ordens de Josef Stálin e Lavrentiy Beria, deportou o povo tártaro da Crimeia.
A colaboração real no sentido militar tinha sido bastante limitada, com um registro de 9 225 tártaros da Crimeia servindo em legiões anti-soviéticas e outros batalhões alemães,  mas houve de fato um grau surpreendentemente alto de cooperação entre o governo de ocupação e a administração local; isto tem sido significativamente devido à falta de vontade de Frauenfeld em implementar a política de brutalidade na população local perseguido pelo Reichskommissar Erich Koch, que levou a uma série de conflitos públicos entre os dois homens. Os direitos constitucionais dos tártaros reassentados à força foram restaurados com um decreto datado de 5 de setembro de 1967, mas não lhes foi permitido retornar até os últimos dias da União Soviética.
A RASS da Crimeia foi convertida no Oblast da Crimeia da RSFSR em 30 de junho de 1945 pelo decreto dos dois Presidium do Soviete Supremo da União Soviética e do Soviete Supremo da RSFSR (publicado em 26 de maio de 1946) e o Oblast da Crimeia foi transferido para a República Socialista Soviética da Ucrânia em 1954.
O RASS foi restabelecido em 12 de fevereiro de 1991 pelo Soviete Supremo da RSS da Ucrânia após um referendo realizado em 20 de janeiro de 1991 e tornou-se a República Autônoma da Crimeia, parte do Estado recém-independente da Ucrânia, em vigor a partir de 6 de maio de 1992.